# Flor de Torres Porras
Flor de Torres Porras (Almería, 1961) es una Fiscal española contra la violencia de género, referente en la igualdad de oportunidades entre hombres y mujeres.

## Biografía
De Torres es Licenciada en Derecho por la Universidad de Granada y durante toda su trayectoria profesional ha trabajado en la defensa de los derechos de la mujer. En 1984 trabajó como abogada aunque solo durante tres años hasta que en 1987 obtuvo plaza de fiscal en la Fiscalía Provincial de Málaga. Más tarde, en 2004, fue elegida Fiscal Delegada de Violencia contra la Mujer y desde 2010 es Fiscal Delegada de Andalucía de violencia contra la mujer y contra la discriminación de género.
Colabora en proyectos de investigación relacionados con la violencia contra la mujer, como profesora Honoraria del Departamento de Derecho Público de la Universidad de Málaga. También ha cooperado con numerosos proyectos internacionales contra la violencia contra la mujer y en favor de la igualdad. Su labor es asimismo reconocida con diversas distinciones en este ámbito y en la atención a las mujeres víctimas de violencia de género.
Flor De Torres es una fiscal distinta a las demás profesionales porque tiene exposición pública, aparte de impartir justicia piensa que dentro de sus funciones es importante también la sensibilización de la sociedad y de las personas profesionales. Asimismo, dentro de los actos de conmemoración del 8 de marzo de 2021 y a través de un webinar realizó un análisis sobre sentencias del Tribunal Supremo que crean pautas para solucionar problemas jurídicos semejantes sobre violencia contra la mujer estableciendo y consolidando criterios en los delitos de violencia contra la mujer. En 2022 participó en la elaboración del Protocolo para el personal sanitario para erradicar la Mutilación Genital Femenina.  y los diversos protocolos sanitarios de Andalucía desde 2012. 
Ha escrito artículos para libros, revistas y periódicos. Es articulista de opinión en diversos medios de comunicación (El País, Diario Sur, Revista Miramar, La voz de Almería...). Así como en medios no escritos de Tv y de radio a los que ha acudido como experta (Ser, Canal Sur, RNE...).
Entre ellos:
- Fiscalía de la Audiencia Provincial de Málaga: sección de Violencia sobre la Mujer en el II Congreso sobre Violencia Doméstica y de género celebrado en 2006.[10]

- Las mujeres sin miedo, publicado en la Revista Universitaria de cultura.[11]
- Víctima y agresor. Peculiaridades, publicado en la Revista de Psicología Social.[12]

Imparte conferencias y cursos a distintos colectivos Guardia Civil, Abogados, Médicos, Psicólogos, Policía Nacional, Trabajo Social, Fiscalía, Poder Judicial, en materia de formación contra la Violencia de Género.
Ha intervenido como experta en las Comisiones del Congreso de los Diputados y Senado para la elaboración del Pacto de Estado contra la Violencia de Género de 2017 y en representación de la Fiscalía y como experta en violencia de Género así como en tal calidad en el Parlamento de Andalucía para presentar las Memorias de Andalucía de violencia sobre la Mujer.

## Premios y reconocimientos
- En 2011 Premio Meridiana otorgado por el Instituto Andaluz de la Mujer.[1]
- En 2014 Medalla de Andalucía.[2][13]
- En 2014 Medalla de Oro de la Provincia de Málaga
- En 2015 Medalla de Oro del Ateneo de Málaga
- En 2016 Premio Clara Campoamor de Andalucía
- En 2017 XVII Premio Victoria Kent otorgado por el PSOE.[14]
- En 2017 Premio Malagueña del Año de Diario Sur
- En 2018 Premio Menina de la Delegación del Gobierno de Andalucía
- En 2019 XV Premio Observatorio contra la Violencia Doméstica y de Género, Mención especial Soledad Cazorla por su compromiso en la mejora de la atención y protección de las víctimas.[15]
- En 2019 Medalla de honor del Colegio de Abogados de Málaga
- En 2021 Cruz de Honor de la Guardía Civil
- En 2022 premio Carme Chacón en defensa de la igualdad otorgado por el PSOE.[16] Reconocida como dentro de las 25 mujeres más influyentes de España en la convocatoria de premios de la Fundación Marqués de Oliva.[17]